# Sticherus owhyhensis
Sticherus owhyhensis là một loài dương xỉ trong họ Gleicheniaceae. Loài này được Hook. Ching mô tả khoa học đầu tiên năm 1940.
Danh pháp khoa học của loài này chưa được làm sáng tỏ. 